# Вильданов, Рауф Гибадуллович
Рауф Гибадуллович Вильданов (род. 24 октября 1953, Ишимбай, Башкирская АССР) — советский российский инженер-электромеханик, изобретатель, преподаватель высшей школы. Доктор технических наук (2008). Автор более 130 научных работ и 25 изобретений (в том числе магнитный интроскоп МД-11ПМ). Профессор кафедры электрооборудования и автоматики промышленных предприятий филиала ФГБОУ ВПО «Уфимский государственный нефтяной технический университет» в г. Салавате. Подготовил трех кандидатов наук.
Научная деятельность посвящена созданию средств диагностики конструкций для нефтегазовой отрасли.
Окончил Уфимский нефтяной институт (1978). С 1980 г. работает в Салаватском филиале УГНТУ.
Рауф Гибадуллович Вильданов изучил характер изменения и распределения потерь (ключая гармонических составляющих) на перемагничивание металла оболочковых конструкций в процессе деформации и накопления повреждений. Разработанные им магнитные дефектоскопы, интроскоп МД-11 ПМ и др. внедрены на предприятиях нефтехимической промышленности РФ.